# Francisco León Franco
Francisco Javier Tomás León y Chiriboga (1832 - 1880) est un homme d'État équatorien, qui fut vice-président de l'Équateur sous l'administration du chef suprême Gabriel García Moreno de 1870 à 1875. Le 6 août 1875, après l'assassinat de Moreno, il prend sa succession et dirige le pays jusqu'au 8 octobre 1875, date du coup d'État républicain mené par le général Ignacio de Veintemilla.

## Assassinat de Moreno
Le 6 août 1875, au sortir de la messe (à laquelle il se rendait tous les jours), García Moreno est attaqué par quatre hommes armés de machettes et de pistolets ; il s'agit de Faustino Rayo, Robert Andrade, Abelardo Moncayo et Manuel Cornejo. Après une brève lutte, il succombe. Les assassins étaient pour la plupart issus de la bourgeoisie, de l'armée, et Moncayo était un ancien jésuite. Les motivations du crime restent floues, même si Manuel Cornejo se considérait comme un homme libre se sacrifiant contre un dictateur. Ce dernier sera exécuté le 27 août. Le principal meurtrier, Rayo, est un maroquinier et ancien employé du gouvernement de García Moreno dans la province du Napo. Rayo aurait discuté du prix d'une selle avec García Moreno le matin même, et est exécuté sur le champ. La franc-maçonnerie, interdite par la constitution du pays depuis 1869 a pu jouer un rôle dans l'assassinat de García Moreno. Celui-ci écrivait en 1873 à propos d'elle : « On m’avertit d’Allemagne que les loges de ce pays ont ordonné à celles d’Amérique de remuer ciel et terre pour renverser le gouvernement de l’Équateur ; mais si Dieu nous protège et nous couvre de sa miséricorde, qu’avons-nous à craindre ? »
Un livre sur la question, Garcia Moreno y sus asesinos conforte l'hypothèse des partisans de Garcia Moreno d'un assassinat par la maçonnerie internationale avec un financement par l'Allemagne du Kulturkampf et un soutien politique du Pérou mais de nombreux points obscurs, notamment les exécutions rapides des meurtriers, des inégalités de traitement dans la poursuite des personnes impliquées, laissent la question non élucidée. En apprenant son assassinat, Juan Montalvo, polémiste équatorien auteur du pamphlet « La tyrannie perpétuelle » contre García Moreno, eut une phrase restée célèbre : « Mi pluma lo mató » («C'est ma plume qui l'a tué»).